# Marmaroxylon claviflorum
Marmaroxylon claviflorum är en ärtväxtart som först beskrevs av George Bentham, och fick sitt nu gällande namn av Maria de Lourdes Rico. Marmaroxylon claviflorum ingår i släktet Marmaroxylon och familjen ärtväxter. Inga underarter finns listade i Catalogue of Life.